# Erwin Trouvain
Erwin Trouvain (* 20. Februar 1940 in Saarbrücken; † 1982 Heusweiler) war ein deutscher Ringer.

## Werdegang
Erwin Trouvain war der Sohn des Maschinenführers Alois Trouvain. Er begann als Jugendlicher beim KSV Heusweiler mit dem Ringen. Wie damals häufig üblich rang er in beiden Stilarten, dem freien und dem griechisch-römischen Stil. 1957 wurde er  in Hamburg deutscher Jugendmeister im freien Stil in der Gewichtsklasse bis 52 kg Körpergewicht und schaffte schon 1958 mit dem Gewinn des deutschen Meistertitels im griechisch-römischen Stil und des Vizemeistertitels im freien Stil, jeweils im Fliegengewicht, nahtlos den Übergang in die deutsche Spitzenklasse bei den Senioren. Er wechselte deshalb auch zum KSV Köllerbach, einer deutschen Spitzenmannschaft.
Er wurde Ende der 1950er Jahre vom Deutschen Schwerathletik-Verband auch bei einigen internationalen Turnieren eingesetzt, bei denen er durchwegs gut abschnitt. Den Sprung zu Olympischen Spielen oder Weltmeisterschaften, Europameisterschaften wurden zu seiner Zeit keine ausgetragen, schaffte er aber nie, weil die Konkurrenz in der Bundesrepublik Deutschland mit Paul Neff, Fritz Stange, Rolf Lacour und Karl Dodrimont zu stark war.
Immerhin gelang es ihm nach 1958 auch noch einmal 1962 deutscher Meister im freien Stil im Bantamgewicht vor Franz Temppes aus Schorndorf zu werden.

## Internationale Erfolge
(GR = griechisch-römischer Stil, F = freier Stil, Fl = Fliegengewicht, Ba = Bantamgewicht, damals bis 52 kg bzw. 57 kg Körpergewicht)
- 1958, 3. Platz, Turnier in Udine, GR, Fl, hinter Ignazio Fabra, Italien und Borivoje Vukov, Jugoslawien;
- 1959, 2. Platz, Turnier in Savona, GR, Fl, hinter Ignazio Fabra und vor Karakalais, Türkei und Tatas, Frankreich;
- 1959, 2. Platz, Turnier in Heusweiler, GR, Fl, hinter Eckhard Thorun, DDR und vor Maurice Mewis, Belgien;
- 1959, 4. Platz, Turnier in Split, GR, Fl, hinter Dursun Ali Eğribaş, Türkei, Hajduk, Polen und Borivoj Vukov und vor Moskow, Bulgarien und Armais Sajadow, UdSSR

## Deutsche Meisterschaften
- 1957, 2. Platz, GR, Fl, hinter Klaus Scherer, Heusweiler und vor Siegfried Wagner, Kornwestheim,
- 1958, 1. Platz, GR, Fl, vor Paul Neff, Schifferstadt und Walter Idler, Stuttgart-Münster,
- 1958, 2. Platz, F, Fl, hinter Paul Neff und vor Siegfried Betz, Stuttgart-Plieningen,
- 1959, 2. Platz, F, Ba, hinter Klaus Scherer und vor Rudi Schreer, ASV Heros Dortmund,
- 1962, 2. Platz, Gr, Ba, hinter Fritz Stange, Untertürkheim und vor Bruno Steinmetz, Mainz,
- 1962, 1. Platz, F, Ba, vor Franz Temppes, Schorndorf und Erhard Seitz, Viernheim,
- 1963, 2. Platz, F, Ba, hinter Karl Dodrimont, Baienfurt und vor Fritz Stange